# Јозеф Генци
Јожеф Генци (Кошице, 18. март 1974), је словачки спортиста који се такмичи у стрељаштву. Пет пута је учествовао на Олимпијским играма и освојио две медаље. На Олимпијским играма у Атланти 1996. освојио је бронзану медаљу у малокалибарској пушци лежећи став. На Олимпијским играма у Пекингу 2004. освојио је своју другу медаљу, такође бронзану, овога пута у ваздушној пушци. На истим играма освојио је четврто место у МК пушци лежећи став. Најбољи пласман у тростав остварио је на Олимпијским играма у Атланти 2000. када је ушао у финале и заузео осмо место. На церемонији отварања Олимпијских игара у Лондону 2012. носио је заставу Словачке. Са Светских првенстава има једно злато и једно сребро из 1998.